# 関東地区大学野球選手権大会
関東地区大学野球選手権大会（かんとうだいがくやきゅうせんしゅけんたいかい）は2005年に創設され、毎年10月下旬から11月上旬ごろに神奈川県横浜市の横浜スタジアムで開催される明治神宮野球大会の関東地区予選である。主催は関東地区大学野球連盟協議会。優勝校に横浜市長杯が贈呈されることから横浜市長杯争奪関東地区大学野球選手権大会の呼称も使用される。

## 概説
明治神宮野球大会の出場枠（招待枠）がある東京六、東都を除く関東地方の大学野球5連盟（関甲新・千葉県・東京新・首都・神奈川）の秋季リーグ戦優勝校が出場する形式で始められ（このうち首都大学野球連盟はそれまで単独出場権を保持していた）、2007年の第3回大会より、各リーグの優勝校および2位校の計10校（2014年の第10回、2024年の第20回大会は各リーグ3位までの計15校）による形式に改められた。決勝進出の2校が明治神宮野球大会への出場権を得る。試合数が増えた2014年は保土ヶ谷球場、横須賀スタジアムも使用、2017年大会は横浜スタジアムに本拠を置く横浜DeNAがSMBC日本シリーズ2017進出が決定したことにともない、サーティーフォー相模原球場で開催。2020年は新型コロナウイルスの影響により、明治神宮野球大会は中止となったが本大会は一般無観客で実施。

## 関東地区における代表枠の歴史
- 1970年-1971年:東京六大学、東都、東京新大学、首都、神奈川五大学、東部地区（千葉県と北関東甲信越の2連盟）から1校ずつ。
- 1972年:東京六大学から4校、東都大学から2校、首都大学、神奈川五大学、関東地区（※東部地区と東京新大学で編成）から1校。
- 1973年-1974年:東京六大学、東都大学から各1校、関東地区から1校（※首都大学、神奈川五大学が新たに編入）。
- 1975年-1976年:東京六大学、東都大学から各2校、関東地区から1校。
- 1977年-1978年:東京六大学、東都大学から各1校、関東地区から1校。
- 1979年-2004年:東京六大学、東都大学、首都大学から各1校。関東地域の他リーグからは隔年交代で1～2校出場[1]。
  - 他のリーグからは、西暦偶数年は東京新大学、神奈川大学の2連盟から各1校。西暦奇数年は東部地区（千葉県大学と北関東甲信越大学の2連盟）から1校。（※北関東甲信越大学野球連盟は1991年から関甲新学生野球連盟に変更）
- 2005年-現在:東京六大学、東都大学から各1校。首都大学、東京新大学、神奈川大学、千葉県大学、関甲新学生の5連盟の上位2校。

## 大会方式
- 指名打者制度が採用される[2]。

### 現行方式
- 各リーグの1位・2位チーム、合計10チームによるトーナメント。決勝進出の2校（優勝が第1代表、準優勝が第2代表）が代表。
- 準決勝までは延長戦はタイブレーク方式。

### 過去の方式
- 2005年

各リーグ優勝の5チームによるトーナメント。決勝進出の2校（優勝が第1代表、準優勝が第2代表）が代表。
- 2006年

各リーグ優勝の5チームによるトーナメント。
第1代表は通常トーナメントの優勝チーム、第2代表はステップラダー方式の敗者復活戦トーナメントの勝者が代表。
- 2014年・2024年

各リーグ1位・2位・3位チーム、合計15チームによるトーナメント。決勝進出の2校（優勝が第1代表、準優勝が第2代表）が代表。なお2024年は準決勝決勝をダブルヘッダーで開催。

## 記録

### 歴代出場校
- 上段から1位・2位・3位校
- （　）は出場回数
- ★は明治神宮野球大会出場校

| 回 | 年度 | 関甲新                                  | 千葉                                        | 東京新                              | 首都                               | 神奈川                                    |
| -- | ---- | --------------------------------------- | ------------------------------------------- | ----------------------------------- | ---------------------------------- | ----------------------------------------- |
| 1  | 2005 | 白鷗大(1)                               | 東京情報大(1)                               | ★創価大(1)                          | ★東海大(1)                         | 関東学院大(1)                             |
| 2  | 2006 | ★上武大(1)                              | 国際武道大(1)                               | 創価大(2)                           | ★筑波大(1)                         | 関東学院大(2)                             |
| 3  | 2007 | ★上武大(2) 作新学院大(1)                | 東京情報大(2) 国際武道大(2)                 | 流通経済大(1) 創価大(3)             | ★東海大(2) 城西大(1)               | 関東学院大(3) 横浜商科大(1)               |
| 4  | 2008 | 上武大(3) ★常磐大(1)                    | 国際武道大(3) 東京情報大(3)                 | ★創価大(4) 流通経済大(2)            | 東海大(3) 筑波大(2)                | 横浜商科大(2) 神奈川大(1)                 |
| 5  | 2009 | ★上武大(4) 白鷗大(2)                    | 東京情報大(4) 中央学院大(1)                 | ★創価大(5) 東京国際大(1)            | 東海大(4) 日本体育大(1)            | 神奈川大(2) 関東学院大(4)                 |
| 6  | 2010 | 上武大(5) 平成国際大(1)                 | 東京情報大(5) 中央学院大(2)                 | 創価大(6) 流通経済大(3)             | ★東海大(5) 武蔵大(1)               | 関東学院大(5) ★神奈川大(3)                |
| 7  | 2011 | 白鷗大(3) 山梨学院大(1)                 | 城西国際大(1) 中央学院大(3)                 | ★創価大(7) 東京国際大(2)            | 東海大(6) 帝京大(1)                | ★桐蔭横浜大(1) 鶴見大(1)                  |
| 8  | 2012 | 白鷗大(4) 山梨学院大(2)                 | ★国際武道大(4) 東京情報大(6)                | 創価大(8) 東京国際大(3)             | 東海大(7) 帝京大(2)                | ★桐蔭横浜大(2) 横浜商科大(3)              |
| 9  | 2013 | ★上武大(6) 白鷗大(5)                    | 城西国際大(2) 東京情報大(7)                 | 創価大(9) 東京国際大(4)             | 東海大(8) 日本体育大(2)            | ★桐蔭横浜大(3) 横浜商科大(4)              |
| 10 | 2014 | ★上武大(7) 平成国際大(2) 白鷗大(6)      | 城西国際大(3) 東京情報大(8) 国際武道大(5)   | ★創価大(10) 杏林大(1) 東京国際大(5) | 東海大(9) 帝京大(3) 筑波大(3)      | 桐蔭横浜大(4) 関東学院大(6) 横浜商科大(5) |
| 11 | 2015 | ★上武大(8) 白鷗大(7)                    | 東京情報大(9) 国際武道大(6)                 | 創価大(11) 流通経済大(4)            | ★東海大(10) 日本体育大(3)          | 桐蔭横浜大(5) 関東学院大(7)               |
| 12 | 2016 | ★上武大(9) 白鷗大(8)                    | 中央学院大(4) 国際武道大(7)                 | 創価大(12) 共栄大(1)                | ★桜美林大(1) 東海大(11)            | 神奈川大(4) 横浜商科大(6)                 |
| 13 | 2017 | 上武大(10) 白鷗大(9)                    | 国際武道大(8) 城西国際大(4)                 | ★創価大(13) 共栄大(2)               | ★日本体育大(4) 筑波大(4)           | 関東学院大(8) 神奈川工科大(1)             |
| 14 | 2018 | 上武大(11) 白鷗大(10)                   | 国際武道大(9) 東京情報大(10)                | 流通経済大(5) ★創価大(14)           | 東海大(12) ★筑波大(5)              | 神奈川大(5) 桐蔭横浜大(6)                 |
| 15 | 2019 | 白鷗大(11) 上武大(12)                   | ★城西国際大(5) 中央学院大(5)                | 共栄大(3) 創価大(15)                | ★東海大(13) 武蔵大(2)              | 関東学院大(9) 横浜商科大(7)               |
| 16 | 2020 | 上武大(13) 白鷗大(12)                   | 中央学院大(6) 国際武道大(10)                | ★創価大(16) 共栄大(4)               | 日本体育大(5) 武蔵大(3)            | ★桐蔭横浜大(7) 神奈川大(6)                |
| 17 | 2021 | 上武大(14) 白鷗大(13)                   | ★中央学院大(7) 千葉経済大(1)                | 流通経済大(6) 創価大(17)            | 東海大(14) 武蔵大(4)               | ★神奈川大(7) 桐蔭横浜大(8)                |
| 18 | 2022 | ★上武大(15) 白鷗大(14)                  | ★国際武道大(11) 中央学院大(8)               | 流通経済大(7) 創価大(18)            | 日本体育大(6) 筑波大(6)            | 桐蔭横浜大(9) 横浜商科大(8)               |
| 19 | 2023 | ★上武大(16) 山梨学院大(3)               | 国際武道大(12) 中央学院大(9)                | 創価大(19) 流通経済大(8)            | ★日本体育大(7) 筑波大(7)           | 桐蔭横浜大(10) 横浜商科大(9)              |
| 20 | 2024 | 白鷗大(15) 上武大(17) 新潟医療福祉大(1) | 国際武道大(13) 中央学院大(10) 城西国際大(6) | ★創価大(20) 共栄大(5) 杏林大(2)     | ★日本体育大(8) 筑波大(8) 帝京大(4) | 神奈川大(8) 横浜商科大(10) 関東学院大(10) |

### 歴代決勝記録
| 回 | 年度 | 優勝 第1代表 | スコア   | 準優勝 第2代表 |
| -- | ---- | ------------ | -------- | -------------- |
| 1  | 2005 | 創価大       | 8-2      | 東海大         |
| 2  | 2006 | 上武大       | （なし） | 筑波大         |
| 3  | 2007 | 上武大       | 2-1      | 東海大         |
| 4  | 2008 | 創価大       | 5-1      | 常磐大         |
| 5  | 2009 | 上武大       | 5-3      | 創価大         |
| 6  | 2010 | 東海大       | 5-0      | 神奈川大       |
| 7  | 2011 | 創価大       | 2-1      | 桐蔭横浜大     |
| 8  | 2012 | 国際武道大   | 11-9     | 桐蔭横浜大     |
| 9  | 2013 | 桐蔭横浜大   | 2-0      | 上武大         |
| 10 | 2014 | 上武大       | 3-2      | 創価大         |
| 11 | 2015 | 東海大       | 10-2     | 上武大         |
| 12 | 2016 | 桜美林大     | 6-5      | 上武大         |
| 13 | 2017 | 日本体育大   | 5-3      | 創価大         |
| 14 | 2018 | 創価大       | 3-2      | 筑波大         |
| 15 | 2019 | 城西国際大   | 5-3      | 東海大         |
| 16 | 2020 | 桐蔭横浜大   | 4-3      | 創価大         |
| 17 | 2021 | 中央学院大   | 5-1      | 神奈川大       |
| 18 | 2022 | 上武大       | 10-0     | 国際武道大     |
| 19 | 2023 | 上武大       | 6-2      | 日本体育大     |
| 20 | 2024 | 創価大       | 9–6      | 日本体育大     |

### 代表校の本大会優勝
- 桐蔭横浜大（2012年・第43回本大会）
- 日本体育大（2017年・第48回本大会）
- 中央学院大（2021年・第52回本大会）

### 完全試合
- 八木智哉（創価大）（2005年・対白鷗大）
- 青島凌也（東海大）（2016年・対国際武道大）

## テレビ中継
大会開始当初にTVKテレビでダイジェストを放送、2015、2020年はJ SPORTSで準決勝以降を中継、2021、2022年は全試合を中継。
2016年の大会では神宮大会出場権をかけた準決勝のみJ SPORTS 4で生中継。決勝は放送されなかった。